# Gina Hecht
Gina Hecht (Houston, 6 december 1953) is een Amerikaanse actrice.

## Biografie
Hecht werd geboren in Houston als dochter van een theateractrice, en door haar moeder besloot zij al vroeg om actrice te worden. zij studeerde af aan de School of the Arts, onderdeel van University of North Carolina in Winston-Salem.
Hecht is in 1988 getrouwd.

## Filmografie

### Films
Uitgezonderd korte films.
- 2022 Menorah in the Middle - als Linda
- 2017 Fight Your Way Out - als Jane Stone
- 2016 ZBurbs - als agente Morse
- 2014 The Big Bad City - als rechercheur Harper
- 2014 Mom and Dad Undergrads - als decaan E. L. Martin
- 2013 Tio Papi - als Marsha Horowitz
- 2008 Seven Pounds – als Dr. Briar
- 2008 The Last Word – als Hilde Morris
- 2007 A Stranger's Heart – als Darlene
- 2005 Pizza My Heart – als Gloria Montebello
- 2002 Clockstoppers – als parkeerwachter
- 1999 EDtv – als feestganger
- 1995 One Night Stand – als Cy Watson
- 1994 Without Warning – als Barbara Shiller
- 1993 Family Prayers – als Arlene
- 1992 Taking Back My Life: The Nancy Ziegenmeyer Story – als Deanne
- 1990 Ladies on Sweet Street – als Anne
- 1987 Unfinished Business – als Vickie
- 1986 Hyper Sapien: People from Another Star – als nieuwslezeres
- 1985 Rockhopper – als Beth Johnson
- 1985 St. Elmo’s Fire – als Judith
- 1982 Night Shift – als Charlotte Koogle

### Televisieseries
Uitgezonderd eenmalige gastrollen.
- 2020-2021 Dave - als Carol - 9 afl.
- 2015-2020 General Hospital - als rechter Rachel Lasser - 12 afl.
- 2019 Just Roll With It - als Elaine - 2 afl.
- 2013-2017 The Middle - als ms. Schaefer - 2 afl.
- 2016 Murder in the First - als dr. Cynthia Hurst - 2 afl.
- 2009-2012 Glee – als Mrs. Puckerman – 3 afl.
- 2009-2010 Hung – als schoolhoofd Rhonda Barr – 5 afl.
- 2007 Getting Away with Murder – als Rhonda Silver – 5 afl.
- 2006 What About Brian – als rechter Gittes – 2 afl.
- 2000-2003 The District – als Irma Coleman – 5 afl.
- 2000-2001 Any Day Now – als Dr. bivens – 3 afl.
- 1999 ER – als radiologe – 2 afl.
- 1992-1993 Seinfeld – als Dana Foley – 3 afl.
- 1990-1991 Life Goes On – als nicht Angela – 5 afl.
- 1988-1989 Heartbeat – als Patty – 5 afl.
- 1987 Everything's Relative – als Emily Cabot – 10 afl.
- 1979-1981 Mork & Mindy – als Jean DaVinci – 20 afl.
- 1979 Hizzonner – als Melanie – 7 afl.

- Library of Congress Control Number: no2014123383
- Virtual International Authority File: 310722740
- WorldCat: E39PBJhxrqvg64q8dcT6JpCRKd